# Karmel (Har Chevron)
Karmel (hebrejsky כרמל, podle stejnojmenného biblického města, které zmiňuje Kniha Jozue 15,55, v oficiálním přepisu do angličtiny Karmel, přepisováno též Carmel) je izraelská osada a vesnice typu mošav na Západním břehu Jordánu v distriktu Judea a Samaří a v Oblastní radě Har Chevron.

## Geografie
Nachází se v nadmořské výšce 740 metrů v jihovýchodní části Judska a Judských hor, respektive na pomezí jižní části Judských hor, která je nazývána Hebronské hory (Har Chevron), Judské pouště a Negevské pouště. Leží cca 12 kilometrů jihojihovýchodně od centra Hebronu, cca 38 kilometrů jižně od historického jádra Jeruzalému a cca 80 kilometrů jihovýchodně od centra Tel Avivu.
Na dopravní síť Západního břehu Jordánu je obec napojena pomocí lokální silnice číslo 317 vedoucí směrem k jihozápadu, která propojuje jednotlivé izraelské osady v nejjižnější části Západního břehu, a pomocí lokální silnice číslo 356, která vede k severovýchodu, do aglomerace Hebronu a Kirjat Arba.
Mošav je situován cca 7 kilometrů za Zelenou linií oddělující Západní břeh Jordánu od Izraele v jeho mezinárodně uznávaných hranicích. Severním, východním a jižním směrem se rozkládá prakticky neosídlená pouštní krajina (kromě rozptýlených osad polokočovných Beduínů, jejichž jedna osada leží přímo v sousedství Karmel) s několika menšími židovskými osadami (Ma'on, Bejt Jatir nebo Susja), pouze na západě začíná i souvislé palestinské osídlení, zejména vesnice al-Karmil, která uchovává ve svém názvu jméno původního bilbického Karmelu.

## Dějiny
Karmel leží na Západním břehu Jordánu, jehož novodobé osidlování bylo zahájeno Izraelem po jeho dobytí izraelskou armádou, tedy po roce 1967. Vesnice byla založena roku 1981. Už 14. září 1980 izraelská vláda souhlasila se záměrem zřízení osady Karmel. Nešlo ale zatím o civilní vesnici, nýbrž polovojenskou přípravnou osadu typu nachal. Ta zde vznikla 22. ledna 1981. 5. července 1981 izraelská vláda souhlasila s jejím převodem na ryze civilní obec. K němu podle jednoho zdroje fakticky došlo už v květnu 1981. Podle internetových stránek obce sem obyvatelé natrvalo přišli až v září 1981. Skupina budoucích osadníků nazvaná Zif (זיף) vznikla už v roce 1978 v Kirjat Arba a do této oblasti vyrazila na jaře 1981 z Aradu, aby si vyhlédla možnou lokalitu pro zamýšlenou novou vesnici. Uvažovali o místě nynější přírodní rezervace zvané Har Amasa, ale nakonec zřídili osadu zde. Slavnostního otevření nové vesnice se v roce 1981 zúčastnil i tehdejší ministr obrany Ariel Šaron. Šlo o první permanentní izraelské sídlo v tomto regionu jižních Hebronských hor. V roce 1983 sem byly umístěny první provizorní domy (mobilní buňky). V roce 1986 byla vyasfaltována silnice mezi Karmel a Bejt Jatir. V letech 1986-1989 pak proběhla výstavba prvních zděných domů.
Územní plán obce umožňuje výhledovou výstavbu 81 bytových jednotek, z nichž část byla postavena ale často bez vazby na územní plán. V roce 1995 byla slavnostně otevřena synagoga. Od roku 2001 zde existuje i menší ješiva (ישיבת רעותא). Vesnice nadále funguje jako družstevní mošav a zemědělství zůstává součástí místní ekonomiky. Západně od vesnice byl vysázen na ploše několika hektarů les - jediný v této takřka pouštní krajině. Obec je napojena na síť veřejné autobusové dopravy. Zastavuje tu linka číslo 51 společnosti Egged na trase Kirjat Arba-Beerševa. V Karmelu není obchod a potraviny a další zboží se objednává z prodejen v Susja a dalších okolních obcí. Funguje zde ale veřejná knihovna a zdravotní středisko.
Počátkem 21. století nebyla obec kvůli své poloze hlouběji ve vnitrozemí Západního břehu Jordánu stejně jako většina sídel v Oblastní radě Har Chevron zahrnuta do Izraelské bezpečnostní bariéry. Dle stavu z roku 2008 již byl přilehlý úsek bariéry částečně zbudován. Probíhá jižně odtud, víceméně podél Zelené linie. Budoucí existence vesnice závisí na parametrech případné mírové dohody mezi Izraelem a Palestinci. 16. října 2005 zemřeli dva místní obyvatelé při teroristickém útoku v oblasti Guš Ecion.

## Demografie
Obyvatelstvo obce Karmel je v databázi rady Ješa popisováno jako nábožensky založené. Podle údajů z roku 2014 tvořili naprostou většinu obyvatel Židé (včetně statistické kategorie "ostatní", která zahrnuje nearabské obyvatele židovského původu ale bez formální příslušnosti k židovskému náboženství).
Jde o menší obec vesnického typu s dlouhodobě mírně rostoucí populací. K 31. prosinci 2014 zde žilo 419 lidí. Během roku 2014 populace stoupla o 7,7 %.
| Rok            | 1983 | 1992 | 1993 | 1994 | 1995 | 1996 | 1997 | 1998 | 1999 | 2000 |
| -------------- | ---- | ---- | ---- | ---- | ---- | ---- | ---- | ---- | ---- | ---- |
| Počet obyvatel | 71   | 214  | 230  | 231  | 255  | 215  | 210  | 233  | 252  | 246  |

| Rok            | 2001 | 2002 | 2003 | 2004 | 2005 | 2006 | 2007 | 2008 | 2009 | 2010 | 2011 | 2012 | 2013 | 2014 |
| -------------- | ---- | ---- | ---- | ---- | ---- | ---- | ---- | ---- | ---- | ---- | ---- | ---- | ---- | ---- |
| Počet obyvatel | 280  | 301  | 321  | 319  | 330  | 357  | 378  | 392  | 379  | 383  | 390  | 378  | 389  | 419  |